# کاه بیجار
کاه بیجار، روستایی از توابع بخش مرکزی شهرستان لاهیجان در استان گیلان ایران است.

## جمعیت
این روستا در دهستان لیل قرار دارد و براساس سرشماری مرکز آمار ایران در سال ۱۳۹۰، جمعیت آن ۲۲۰ نفر (۸۱خانوار) بوده‌است.

## شغل
شغل اکثر مردم این روستا کشاورزی بوده و برخی از آنها به دامداری نیز مشغول می‌باشند.
کشاورزی این منطقه بیشتر باغات چای و مزارع برنج است.

## راه‌های دسترسی
روستای کابیجار واقع در حومه شهرستان لاهیجان، که از لاهیجان می‌توان از طریق دو جاده به روستای کابیجار رسید. مسیر اول روستای سوستان و به ترتیب روستاهای زمیدان، شیرنساء، کوره و کابیجار و مسیر دوم از روستای کوه بیجار به ترتیب روستاهای بیجارباغ، سطلسر، سرچشمه، ستارآباد، کوره دو راه سیاه رودبار و کابیجار.